# Ghiacciaio Domeyko
Il ghiacciaio Domeyko è un ampio ghiacciaio situato sull'Isola di re Giorgio, nelle Isole Shetland Meridionali, a nord del termine della Penisola Antartica. Il ghiacciaio si trova in particolare nella parte occidentale della costa meridionale dell'isola, dove fluisce verso sud-est, lungo il versante orientale del duomo Arctowski, scorrendo a ovest del colle Table, fino a entrare nell'insenatura di Mackellar, nella parte nord della baia dell'Ammiragliato.

## Storia
Il ghiacciaio Domeyko è stato mappato durante la spedizione francese in Antartide svoltasi dal 1908 al 1910 al comando di Jean-Baptiste Charcot, ed è stato così battezzato dai partecipanti a una spedizione polacca di ricerca antartica svoltasi nel 1980, in onore di Ignacy Domeyko, un geologo polacco naturalizzato cileno, professore di chimica e mineralogia all'Università del Cile, a Santiago del Cile, e famoso esploratore andino.